# آی‌ان‌اس تریشول (اف۴۳)
آی‌ان‌اس تریشول (اف۴۳) (به انگلیسی: INS Trishul (F43)) یک کشتی است که طول آن 124.8 metres می‌باشد. این کشتی در سال ۲۰۰۰ ساخته شد.
این کشتی توسط افسر پرچم وقت فرماندهی کل قوا، معاون فرماندهی نیروی دریایی غرب دریاسالار آرون پراکاش  روسیه در 25 ژوئن 2003 راه اندازی شد